# Poliesteri

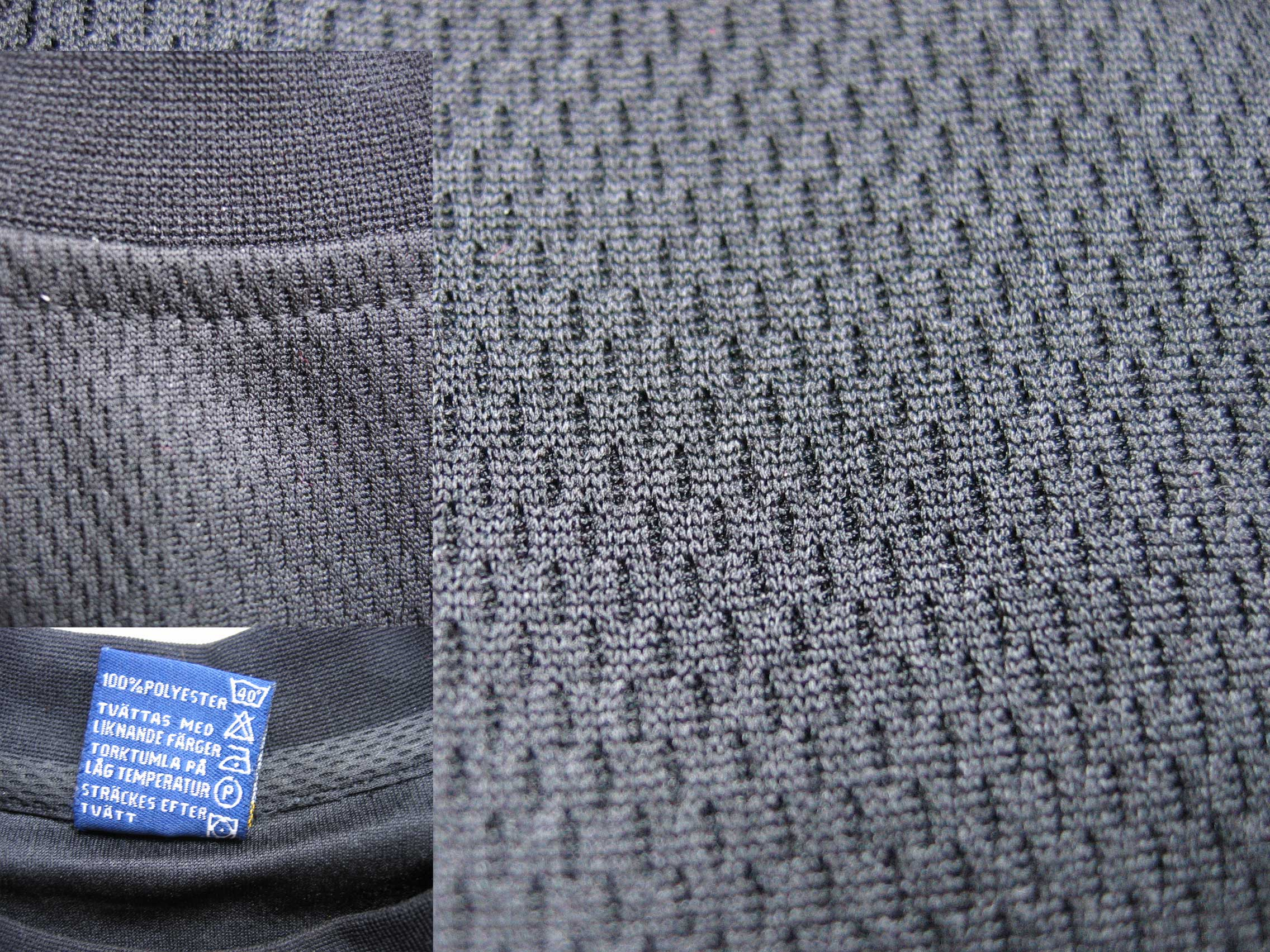
Particolare di una maglia in poliestere

I poliesteri sono una categoria di polimeri che, lungo la catena carboniosa principale, contengono il gruppo funzionale degli esteri. Sebbene esistano anche in natura (cutina, suberina, ecc.), i poliesteri rappresentano principalmente una famiglia di prodotti sintetici come il policarbonato, il polietilene tereftalato (PET) e altri.

## Classificazione

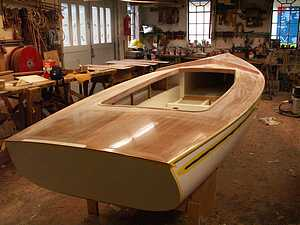
Scafo di un'imbarcazione realizzato con poliesteri insaturi rinforzati con fibre di vetro.

Come tutti i polimeri, possono essere classificati in base all'unità che si ripete. Si avranno quindi:
- Omopolimeri, ossia polimeri formati da un singolo monomero che si ripete.
- Copolimeri, ossia polimeri formati da più monomeri che si alternano.

Esistono inoltre poliesteri:
- Saturi: sono polimeri termoplastici a catena lineare, tra cui il polietilene tereftalato o l'olestra;
- Insaturi: contengono al loro interno dei legami carbonio-carbonio doppi (C=C) o tripli (C≡C); vengono rinforzati con fibre di vetro, trovando applicazione nella costruzione di carrozzerie per automobili o scafi di imbarcazioni;
- Modificati, noti anche come resine alchidiche: sono polimeri reticolati, utilizzati nella produzione di vernici.

## Caratteristiche

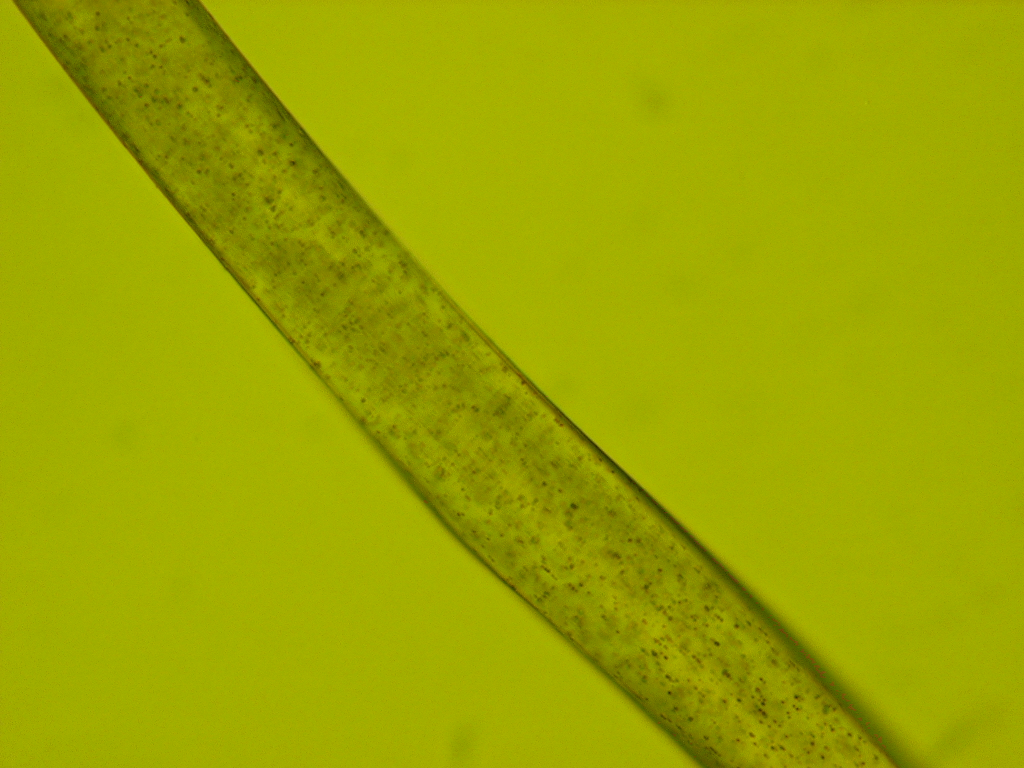
Fibra di poliestere al microscopio.

I poliesteri sono combustibili, ma, a causa dell'intrinseca termoplasticità, tendono a bruciare con fiamma autoestinguente.
Oltre ad un'ottima tenacità e resilienza, le caratteristiche dei fili di poliestere comprendono un'elevata resistenza all'abrasione, alle pieghe e al calore, un elevato modulo di elasticità e una minima ripresa di umidità nonché una buona resistenza agli agenti chimici e fisici. Tutte queste caratteristiche fanno in modo che il poliestere sia impiegato puro o unito con altre fibre naturali, artificiale o sintetiche. Questa sua caratteristica permette di conferire ai prodotti ingualcibilità, resistenza all'usura, stabilità dimensionale (non si restringono) e una facile ripresa della gualcitura anche dopo i lavaggi evitando la stiratura. 
Si tingono bene.
Sfruttando le sue proprietà dielettriche il poliestere viene inoltre impiegato nella produzione di alcuni tipi di condensatore.
I tessuti di poliestere, grazie al basso coefficiente di assorbimento dei liquidi,  non assorbono l'umidità, il che li rende impermeabili e resistenti allo sporco.

### Proprietà termiche
Il poliestere è un materiale dotato di flessibilità, leggerezza ed alta resistenza meccanica. Il basso coefficiente di trasmissione del calore permette di trattenere il calore del corpo con caratteristiche di poco migliori a quelle della lana che, però, ha un maggiore potere coibente.

## Utilizzi
I filati di poliestere vengono utilizzati nell'abbigliamento, in particolare in quello sportivo, e nell'arredamento, come tende, pavimentazioni e rivestimenti mobili imbottiti. Per abbinare le caratteristiche funzionali a un maggiore comfort a contatto con la pelle, spesso vengono tessuti insieme a fibre naturali, come, ad esempio il cotone. Tuttavia, la loro maggiore applicazione è nei tessili tecnici, utilizzati nei trasporti, nei geotessili, in ambito medico e nei dispositivi di sicurezza. La fibra tessile, ricavata da macromolecole di polietilene tereftalato, è disponibile sia in forma di fiocco che come filo liscio o voluminoso, oltre a essere proposta anche come microfibra.

## Sintesi
Vengono ottenuti per polimerizzazione a stadi via condensazione.